# Bodenham
Bodenham – wieś w Anglii, w hrabstwie Herefordshire. Leży 12 km na północ od miasta Hereford i 191 km na zachód od Londynu.